# Géographie de l'Isère

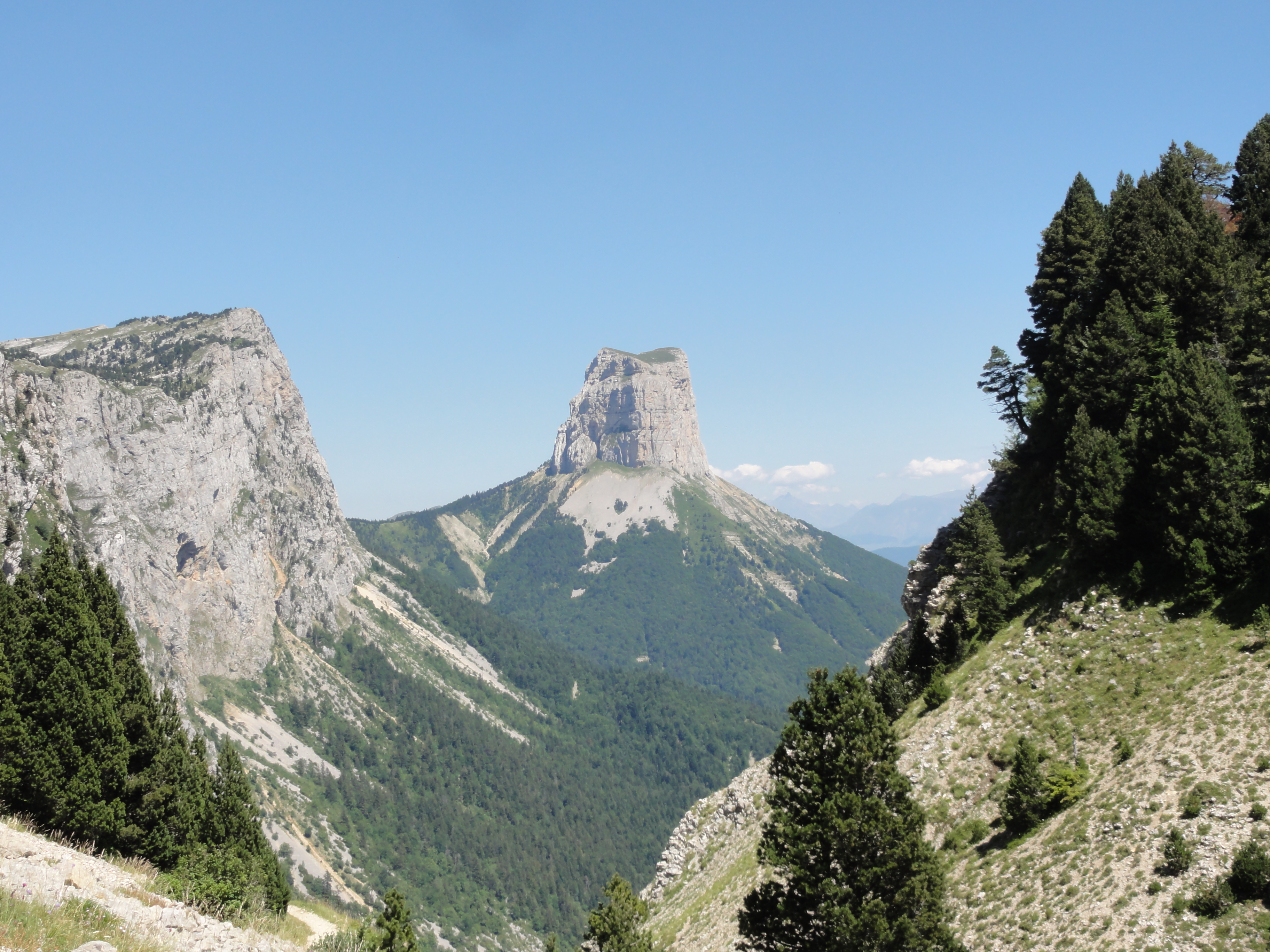
Le mont Aiguille sur la commune de Chichilianne, une des sept merveilles du Dauphiné.

L’Isère est un département français composé de 512 communes et ayant pour préfecture la ville de Grenoble. Elle est entourée de sept départements : la Drôme au sud-ouest, l’Ardèche, la Loire et le Rhône à l’ouest, l’Ain au nord, la Savoie au nord-est et les Hautes-Alpes au sud-est. Le département ne dispose pas d’accès à la mer. D’une superficie de 7 431 km2, le département est le plus grand de la région Rhône-Alpes et le dixième plus grand département de France métropolitaine se classant ainsi derrière les Pyrénées-Atlantiques et devant l’Yonne.
Les points extrêmes du département se situent au nord à Vertrieu, au sud à Tréminis, à l’ouest à Saint-Alban-du-Rhône et à l’est à Saint-Christophe-en-Oisans. Le département fait 150 km dans sa plus grande longueur et 135 km dans sa plus grande largeur. Dans sa plus grande majorité la limite du département est naturelle, elle est formée soit par des rivières, ou des montagnes. Une petite partie de cette frontière est artificielle, c'est-à-dire tracée par l'homme à travers champs par des lignes conventionnelles.
Le relief de l’Isère est très hétérogène allant de la haute-montagne aux plaines de la vallée du Rhône, des neiges éternelles des sommets au soleil de l'Isère méridionale. Ce relief est né de la collision des plaques tectoniques eurasienne et africaine. Cette collision, ou orogenèse, a abouti à la formation de plusieurs structures géographiques du département en formant les Alpes (chaîne de Belledonne, massif du Taillefer, et des Écrins et ses Préalpes (massif de la Chartreuse, Vercors, et Diois à l’extrême sud du département) ainsi que le relief du massif du Jura qui fait une incursion dans le département via le plateau du Grand-Ratz qui se termine à Voreppe. Le point culminant du département est le pic Lory avec ses 4 087 m d’altitude. À l'inverse le point le plus bas se trouve sur la commune de Sablons (vallée du Rhône) et culmine à 134 m. Ce vaste département a un rôle charnière entre les plaines du Rhône et les massifs des Alpes du Nord.
En 2020, l’Isère compte 1 277 513 habitants répartis de façon non-homogène sur son territoire. En effet, le relief du département, avec notamment la présence des Alpes fait que la population et les grandes villes sont concentrées dans les vallées, notamment la vallée du Grésivaudan, ainsi que dans les plaines rhodaniennes, aux portes de Lyon.

## Géographie physique

### Géologie
Différents phénomènes géologiques ont formé l'actuel paysage de l'Isère et la nature de ses sols. La géologie de l'Isère est très marquée par la formation des Alpes. Ce massif montagneux a été formé par l'orogenèse alpine, ce terme désignant l'ensemble des mouvements géologiques ayant conduit à la formation des Alpes.
Au cours de l'ère primaire (Paléozoïque), il y a 540 à 260 millions d'années, une chaîne de montagne existait déjà sur le territoire qui constitue actuellement le département. Celle-ci fut ensuite détruite par l'érosion et aplanie. Il ne subsiste de cette période que quelques dépôts de charbon, aujourd'hui pris dans les plissements et qui furent exploités par les  Houillères du Dauphiné comme sur le plateau matheysin. Plus tard au cours de l'ère secondaire (Mésozoïque), cet ancien sol s’enfonça sous l'océan alpin (ou Téthys alpine). Pendant cette période d'épaisses couches de calcaires, de schistes, de marnes et de marnocalcaire se déposèrent sur le fond marin. Ces nombreux sédiments déposés à cette époque forment la majeure partie des roches sédimentaires maintenant visibles dans les Alpes. Ce n'est qu'à partir de l'ère tertiaire (Cénozoïque) que les massifs et les reliefs observables de nos jours ont pris leurs formes définitives à la suite de la collision des plaques eurasienne et africaine. En Isère les massifs de Belledonne, du Taillefer et des Grandes Rousses constituent les éléments du socle, soulevé, cassé et porté à haute altitude. Ces deux massifs sont principalement composés de roches granitiques ou métamorphiques. À l'ouest de ces deux hauts massifs alpins, se sont formées les Préalpes. Celle-ci sont formées de massifs plus bas, bien individualisés et souvent séparés par des cluses. En Isère, ces massifs sont la Chartreuse, le Vercors et une petite partie du Dévoluy.
Malgré ces plaques tectoniques toujours en mouvement, l'Isère est située dans une zone tectonique relativement calme. Le dernier grand séisme enregistré dans le département eut lieu en 1962 à Corrençon-en-Vercors où une secousse d'une magnitude de 5,3 sur l'échelle de Richter fut enregistrée. Causant d'importants dégâts matériels, il est le dernier grand séisme survenu en Isère. Toutefois la ville de Grenoble et son agglomération sont classées en zone 4 dite de sismicité moyenne.

### Les différentes régions
| \| Écrins Cerces Dévoluy Taillefer Vercors Chartreuse Belledonne Grandes Rousses Arves Plateau de Chambaran Terres froides Terres basses Plaine de Bièvre Velin Isle-Crémieu Balmes viennoises \| Carte topographique de l'Isère |
| Écrins Cerces Dévoluy Taillefer Vercors Chartreuse Belledonne Grandes Rousses Arves Plateau de Chambaran Terres froides Terres basses Plaine de Bièvre Velin Isle-Crémieu Balmes viennoises                                      |

L'Isère comprend plusieurs zones géologiques, la haute montagne avec les Alpes, des massifs de plus basses altitudes dont les Préalpes et une partie du Jura et les plaines. Les cours de l'Isère et du Drac séparent le département entre Alpes et Préalpes. Au sud-est, se dressent les puissantes montagnes de granit, de gneiss et de schistes avec leurs neiges éternelles, glaciers et torrents. À l'ouest de ces deux rivières se trouvent les chaines calcaires et leurs larges plateaux. Ensuite au nord de l'Isère s'étendent les larges plaines et les grandes vallées. Ainsi, on peut divisé le département de l'Isère en trois régions principales :
- les Alpes
- les Préalpes
- Le Plateau du Bas-Dauphiné

qui correspondent chacune à des réalités géologiques. La partie alpine est située à l'est du département, la partie préalpine au centre. Le Plateau du Bas-Dauphiné, quant à lui, est située à l'ouest, est constituée de plaines et de petites collines. Cependant, d'autres régions plus petites se distinguent :
- Les Terres froides
- Les Terres basses
- L'Isle-Crémieu
- Les Balmes viennoises
- La plaine de Lyon
- La Bièvre
- La Valloire
- Le sillon rhodanien
- Le sillon alpin
- Le Liers
- Le plateau de Bonnevaux
- Le plateau de Chambaran
- Le Voironnais
- Le Grésivaudan
- L'Oisans
- Le Valbonnais
- La Matheysine
- Le Beaumont
- Le Trièves
- Le Royannais

#### Les Alpes
Les Alpes sont une vaste chaîne de montagnes de près de 1 000 kilomètres de long s'étendant en forme de croissant entre Nice, en France, et Vienne, en Autriche. La partie iséroise des Alpes se situe dans le sud-est du département. Elle ne représente qu'une petite partie de la grande chaîne des Alpes mais elles couvre environ 30 % du territoire départemental. Les Alpes sont représentées en Isère par les massifs du Taillefer, des Écrins, de Belledonne, des Grandes Rousses et des Arves. Seul un sommet dépasse les 4 000 mètres, il s'agit du dôme de neige des Écrins qui culmine à 4 009 mètres. Cependant il n'est pas le point culminant du département. Celui-ci se trouve au pic Lory (4 087 mètres) qui est une antécime de la barre des Écrins, point culminant du massif des Écrins (4 101 mètres).

Paysages de l'Isère :
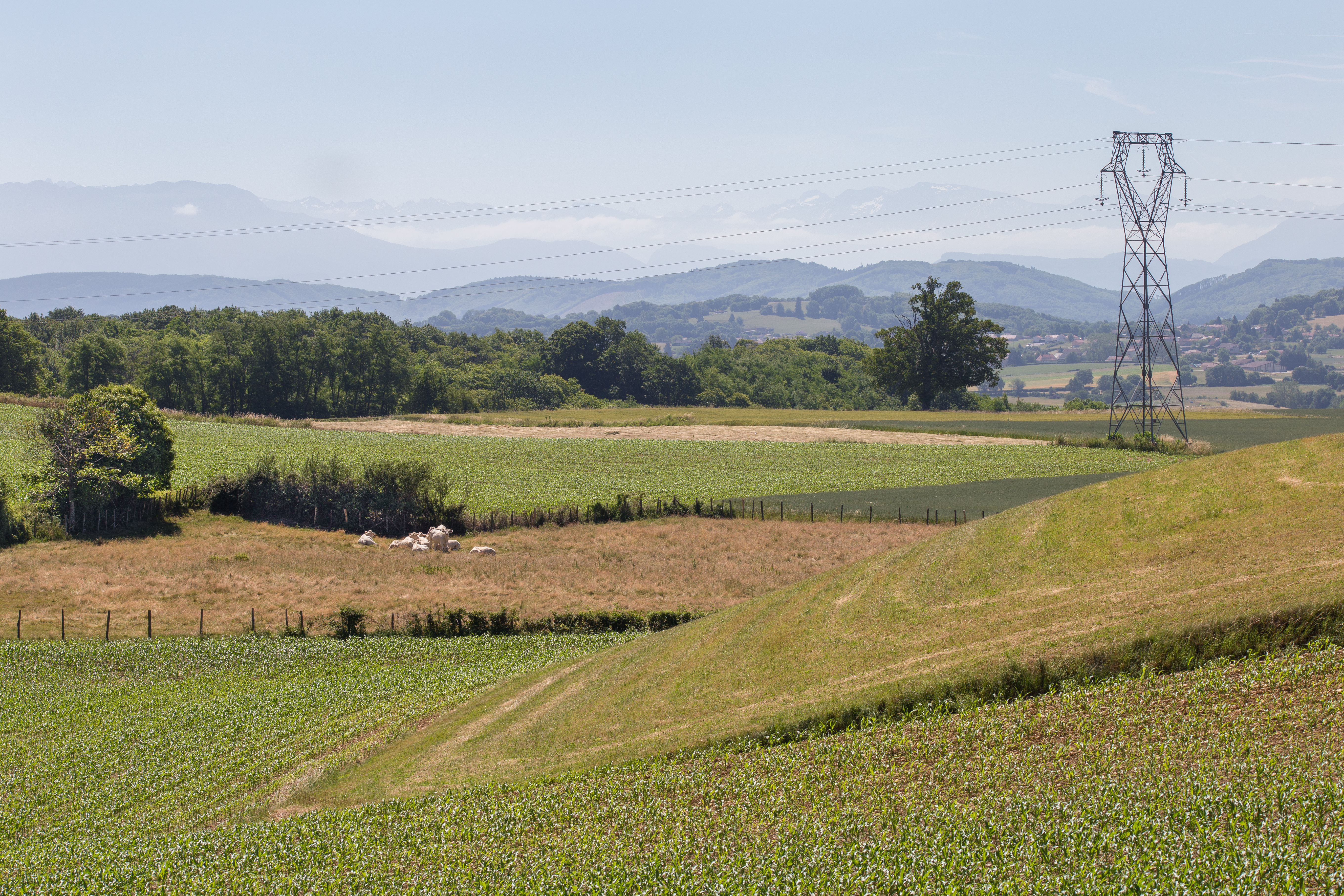
Vers Saint-Didier-de-Bizonnes, dans l'ouest.
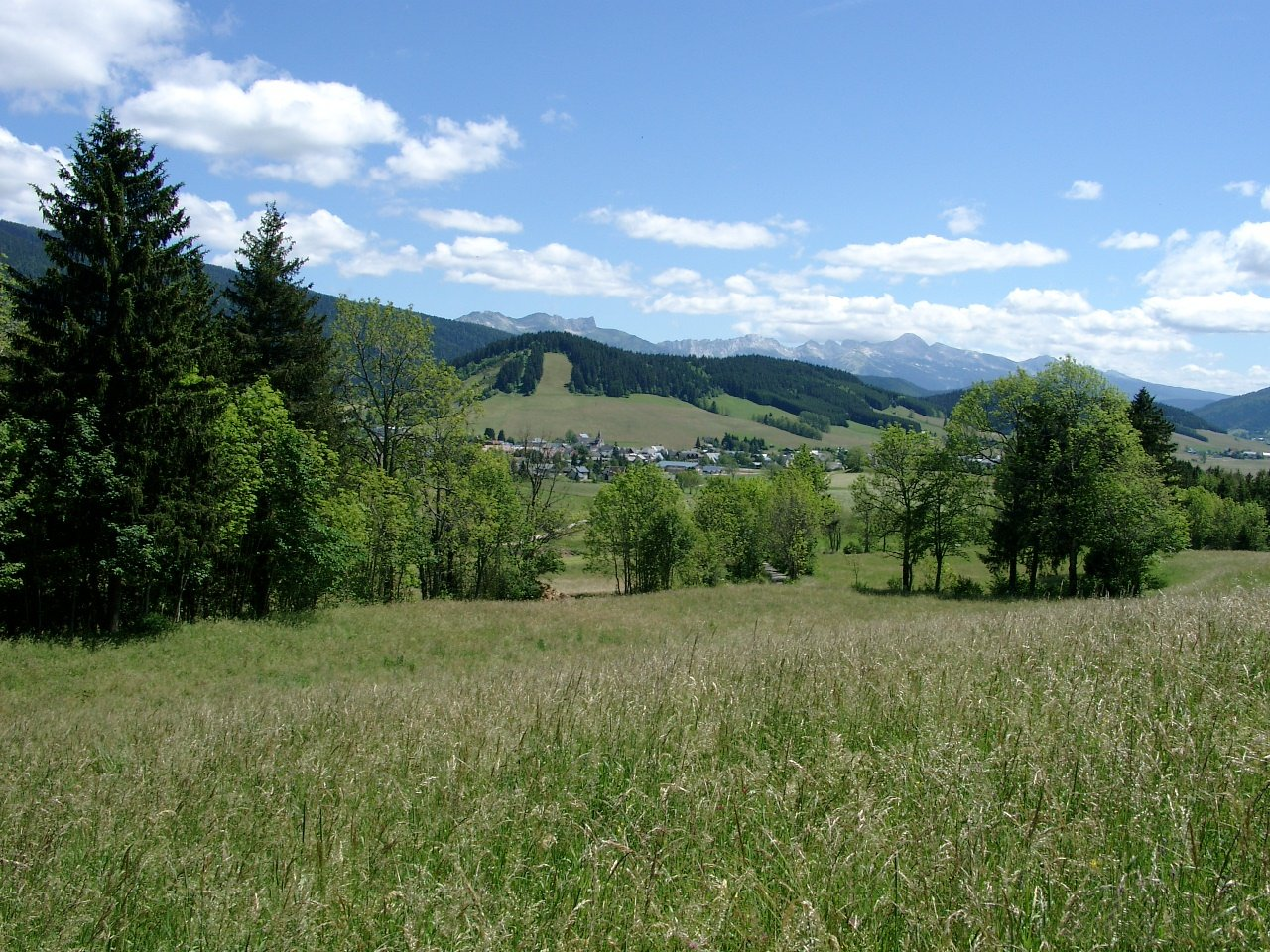
Autrans, dans le centre.
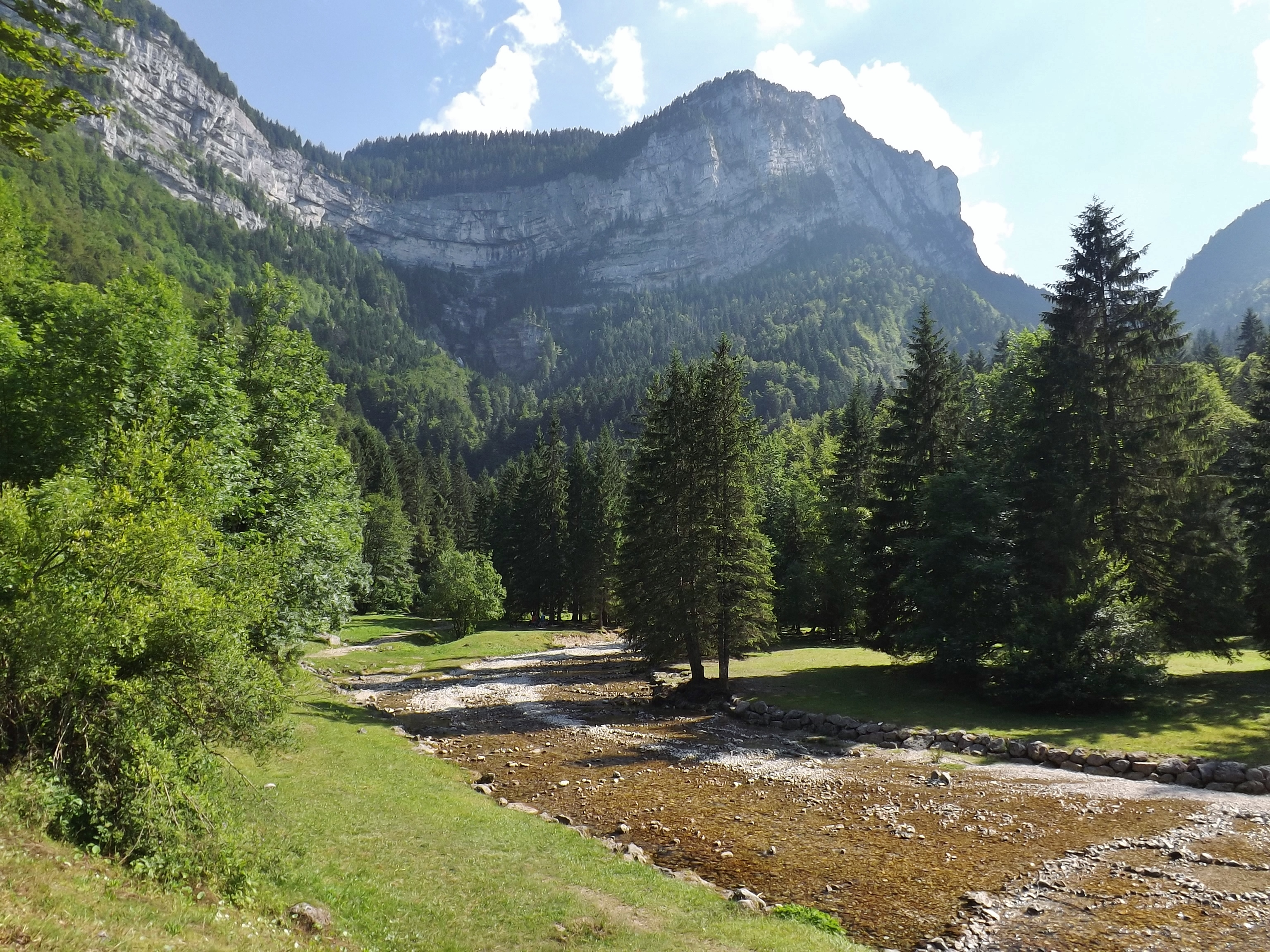
Vue du Guiers Vif en aval du cirque de Saint-Même, dans le nord-est.

#### Les Préalpes

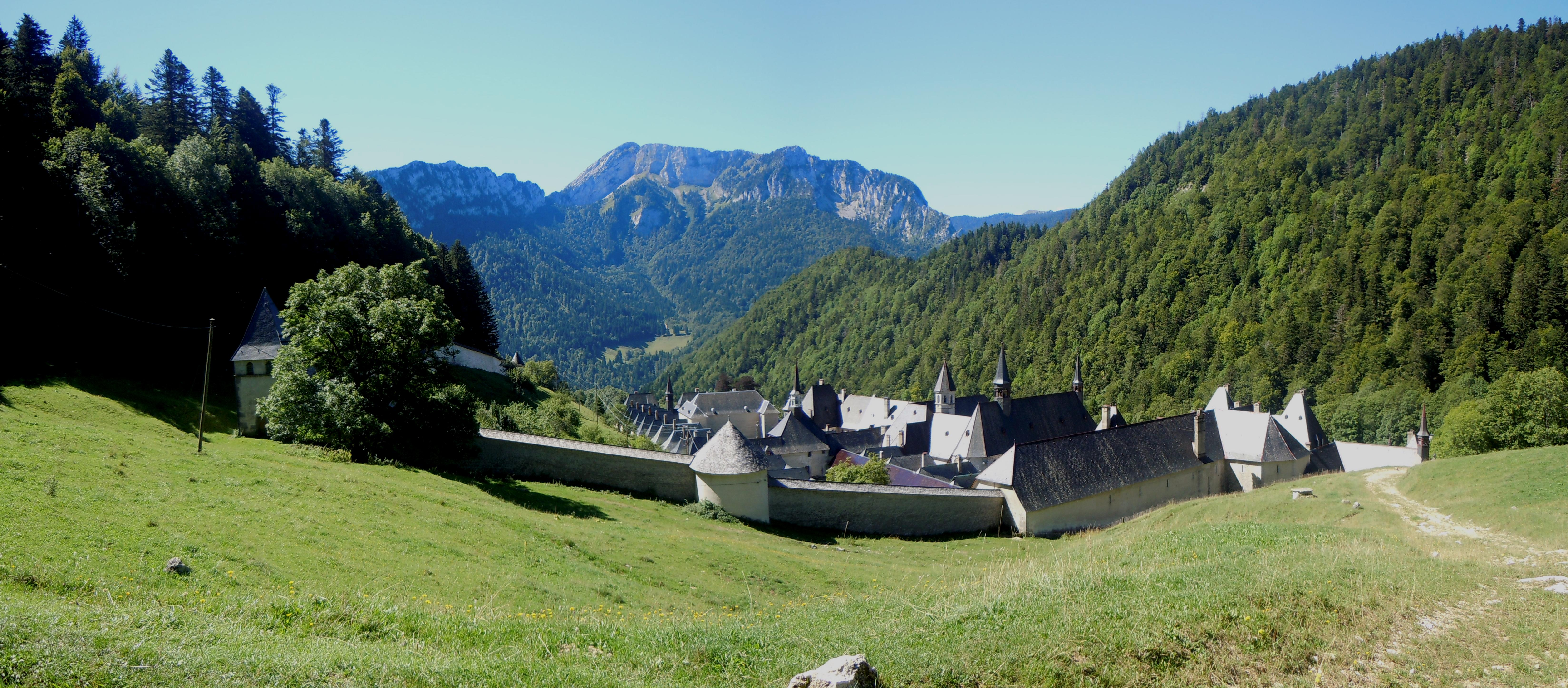
Monastère de la Grande Chartreuse dans le vallon de Saint-Bruno face au Charmant Som.

Les massifs préalpins forment des entités très diverses. S’élevant au nord de Grenoble, immédiatement derrière la Bastille et le mont Jalla, la Chartreuse forme un massif s'étendant sur près de 76 700 hectares. Elle forme une terre aux reliefs heurtés, dissimulée sous une épaisse forêt parsemée de clairières où sont éparpillés les habitants. C'est au sein de cet espace naturel qu'a été construit en 1084 le monastère de la Grande Chartreuse, à une altitude de 977 mètres et alors complètement isolé du monde. Le point culminant de ce massif est Chamechaude (2 082 mètres).

#### Le Plateau du Bas-Dauphiné
Le Plateau du Bas-Dauphiné recouvre toute la partie iséroise où il n'y a pas de massifs de basse ou de haute altitude. Le plateau se confond au Nord-Isère, car il recouvre le nord-ouest du département. Cette vaste région recouvre une bonne moitié du département, et est composée essentiellement de collines de basse ou moyenne altitude et des longues vallées et plaines. Les plus grandes plaines et vallées sont celles du Rhône, de Bièvre, de Valloire et de la Bourbre.

#### Autre classification
Traditionnellement, on compte dans le département de l'Isère douze régions naturelles qui ont des dénominations particulières, les sept premières situées dans la partie montagneuse du département et les autres dans la partie des petites collines ou plaines :
- le Grésivaudan
- l'Oisans
- le Valbonnais
- la Matheysine
- le Rattier (vallée de la Roizonne)
- le Beaumont
- le Trièves
- les Terres froides
- les Terres basses
- la plaine de Bièvre
- la Valloire
- le Royannais

À noter que dans cette classification alternative oublie certaines autres régions de l'Isère.

#### Les sites géologiques remarquables
En 2014, l'« Inventaire du patrimoine géologique » présente 74 sites remarquables en Isère, dont 4 sites confidentiels.

### Hydrographie

Les bassins versants de l'Isère
Isère et Drac (sous-bassin versant du Rhône)
Guiers (sous-bassin versant du Rhône)
Drôme (sous-bassin versant du Rhône)
Bourbre (sous-bassin versant du Rhône)
Rhône

L'hydrographie de l'Isère est marquée par la présence d'un seul grand bassin fluvial, celui du Rhône. En effet toutes les eaux issues du régime nivo-pluvial du département se retrouvent finalement dans ce grand fleuve. Le climat a un rôle prépondérant sur l'hydrographie en donnant des précipitations, pluviales et neigeuses, mais aussi avec l'ensoleillement définissant l'évaporation des eaux de surface.

#### Les cours d'eau et bassins versants
L'Isère est situé sur les sous-bassins versants de cinq principales rivières et d'un fleuve : l'Isère qui prend sa source en Savoie dans le massif de la Vanoise et le Drac qui provient de la vallée du Champsaur dans le département des Hautes-Alpes, le Guiers, la Bourbre, la Drôme et le Rhône. Un grand nombre de cours d'eau prennent naissance dans les massifs alpins, à l'image du massif des Écrins qui abrite de nombreux glaciers (comme le glacier de Mont-de-Lans) et névés donnant naissance à la Romanche, affluent du Drac.
| Bassin versant | Pourcentage de la superficie de l'Isère | Principaux affluents en Isère                | Lacs                                             | Se jette dans                                          |
| -------------- | --------------------------------------- | -------------------------------------------- | ------------------------------------------------ | ------------------------------------------------------ |
| Isère          | ?? %                                    | Drac, Morge, Bourne                          | Lac de Paladru par la Fure                       | Rhône près de Valence                                  |
| Drac           | ?? %                                    | Romanche, Gresse, Ébron                      | Lac du Sautet, lac de Monteynard-Avignonet, etc. | Isère à hauteur de Grenoble                            |
| Bourbre        | ?? %                                    | Ruisseau de l'Hien, ruisseau de l'Agny, etc. | Aucun                                            | Rhône à hauteur de Chavanoz                            |
| Guiers         | ?? %                                    | Ainan, Guiers Vif, Guiers Mort               |                                                  | Rhône à hauteur de Saint-Genix-sur-Guiers              |
| Rhône          | ?? %                                    | Bourbre, Guiers                              | Aucun                                            | Mer Méditerranée dans un delta (la Camargue) en France |

Les bassins-versants présents en Isère.

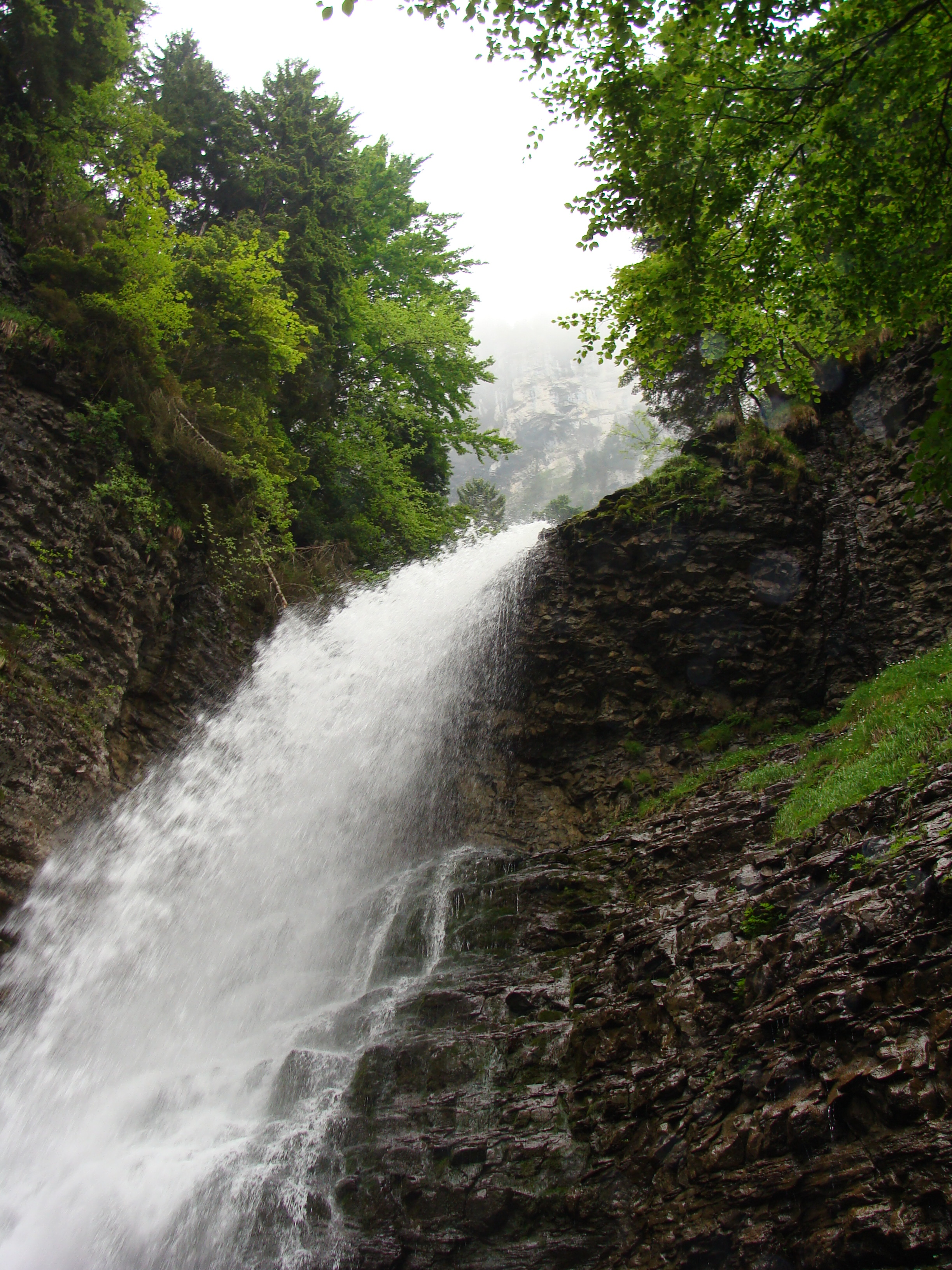
Cascade sur le Guiers Vif au cirque de Saint-Même.

Le département tout entier appartient au bassin versant du Rhône. Celui-ci prend sa source en Suisse, à l'extrémité est du canton du Valais sous le glacier du Rhône à une altitude de 2 250 m. Le fleuve n'entre presque à aucun moment dans le département, il se contente de longer l'Isère au nord-est, au nord et à l'ouest. La seule exception à ce parcours est la commune de Sablons, située sur l'île de la Platrière qui est entièrement entourée par le Rhône. Le fleuve quitte définitivement le département au niveau de la commune de Chanas sur le canton de Roussillon. À la sortie du département l'altitude du fleuve est de 134 mètres, ainsi sa pente totale tout au long de son parcours le long de l'Isère est de 70 mètres. Plus loin le Rhône sera rejoint par la rivière Isère et irriguera la ville de Valence.
L'Isère est la plus grosse rivière du département. Le premier village qu'elle traverse est Val-d'Isère (Savoie) où l'altitude de son lit est d'environ 1 850 mètres. À Aiton elle est rejointe par l'Arc, rivière torrentielle de la vallée de la Maurienne. C'est au-dessus de l'embouchure du Bréda qu'elle entre dans le département de l'Isère au niveau de la commune de Pontcharra, son altitude en ce point est de 250 mètres. Elle descend ensuite la fertile vallée du Grésivaudan, séparant les Préalpes représentées par le massif de la Chartreuse, des Alpes dont fait partie la chaîne de Belledonne. L'Isère passe entre Le Touvet et Goncelin, puis près de Domène. À la pointe de la presqu'île de Grenoble, à hauteur de la commune de Sassenage elle sera rejointe par le Drac. Contenue par le Vercors en rive gauche et la Chartreuse en rive droite, l'Isère continue son trajet vers le nord-ouest et contourne le bec de l'Échaillon. Elle redescend ensuite vers le sud-ouest, longeant les monts du Vercors, passe à 3 kilomètres des villes de Tullins et de Saint-Marcellin où elle est rejointe par la Bourne. Elle entre ensuite dans le département de la Drôme par 145 mètres d'altitude, quittant l'Isère après un parcours de 110 kilomètres puis se jette dans le Rhône au niveau de La Roche-de-Glun.
L'ensemble formé par les bassins versants de l'Isère et du Drac recueille plus de la moitié des eaux issues du régime nivo-pluvial du département.